# Aglyptodactylus
Aglyptodactylus és un gènere de granota de la família Mantellidae. Aquestes granotes són endèmiques de Madagascar.

## Taxonomia
El gènere compta amb 6 espècies:
- Aglyptodactylus australis
- Aglyptodactylus chorus
- Aglyptodactylus inguinalis Gunter, 1877
- Aglyptodactylus laticeps Glaw, Vences & Böhme, 1998.
- Aglyptodactylus madagascariensis (Duméril, 1853).
- Aglyptodactylus securifer Glaw, Vences & Böhme, 1998.